# Мархлевская, Софья Юлиановна
Софья Юлиановна Мархлевская (пол. Zofia Marchlewska; 30 августа 1898, Копиц близ Дрездена, Германия — 8 февраля 1983, Варшава, Польша) — польская писательница, переводчица, журналистка, деятель рабочего движения.

## Биография
Родилась в семье политического деятеля и революционера Юлиана Мархлевского. Жила в Германии и в Швейцарии.
Работала переводчиком при Коммунистическом интернационале, затем — в Московском институте Маркса-Энгельса-Ленина и Совинформбюро. В Москве проживала в Доме на набережной.
В годы Великой Отечественной войны — военный переводчик.
До 1950 — сотрудник Союза писателей СССР, позже переехала в Польшу, где занималась написанием мемуаров о её отце Ю. Мархлевском. Опубликовала несколько книг, ряд эссе, рецензий и обзоров статей, других публикаций о Мархлевском.
Её мужем в 1923—1941 годах был немецкий художник и философ Генрих Фогелер, их сын — Ян Генрихович Фогелер, немецкий и советский философ, профессор МГУ. Дочь Марилуиза (Мике) вышла замуж за писателя и журналиста Густава Реглера.
Похоронена на варшавском кладбище Воинские Повонзки.

## Избранная библиография
- «Towarzysz Smutny. Reportaż z życia polskiego rewolucjonisty» / Warszawa: Książka i Wiedza, 1953.
- «Z pięciu miast»,
- «Piórem i pędzlem», 1967